# Liste der Kulturdenkmale im Stadtteil Berliner Chaussee
In der Liste der Kulturdenkmale im Stadtteil Berliner Chaussee sind alle Kulturdenkmale des zur Stadt Magdeburg gehörenden Stadtteils Berliner Chaussee aufgelistet. Grundlage ist das Denkmalverzeichnis des Landes Sachsen-Anhalt, das auf Basis des Denkmalschutzgesetzes vom 21. Oktober 1991 erstellt und seither laufend ergänzt wurde (Stand: 31. Dezember 2023).

## Kulturdenkmale
| Lage                          | Bezeichnung                        | Beschreibung | Erfassungs- nummer | Ausweisungsart | Bild                               |
| ----------------------------- | ---------------------------------- | --- | ------------------ | -------------- | ---------------------------------- |
| Berliner Chaussee 217 (Karte) | KZ-Gedenkstein                     | KZ-Gedenkstein Der Gedenkstein erinnert an KZ- und Folteropfer des Dritten Reiches.                                                                                    | 094 82485          | Kleindenkmal   | KZ-Gedenkstein                     |
| Berliner Chaussee (Karte)     | Eisenbahn-Flutbrücke über die Ehle | Die Eisenbahnbrücke führt über die Ehle bis auf das Gebiet von Heyrothsberge. Errichtet wurde die Brücke im Jahre 1846 als Teil der Eisenbahnstrecke Berlin–Magdeburg. | 107 05021          | Baudenkmal     | Eisenbahn-Flutbrücke über die Ehle |

## Ehemalige Denkmale
Die nachfolgenden Objekte waren ursprünglich ebenfalls denkmalgeschützt oder wurden in der Literatur als Kulturdenkmale geführt. Die Denkmale bestehen heute jedoch nicht mehr, ihre Unterschutzstellung wurde aufgehoben oder sie werden nicht mehr als Denkmale betrachtet.
| Lage                          | Bezeichnung                | Beschreibung | Erfassungs- nummer | Ausweisungsart | Bild                       |
| ----------------------------- | -------------------------- | --- | ------------------ | -------------- | -------------------------- |
| Berliner Chaussee 217 (Karte) | Gasthaus Döring            | Gasthaus Die ehemalige Gaststätte wurde zum Beginn des 20. Jahrhunderts eingerichtet. Das Haus selbst wurde in den 1880er Jahren erbaut. 2013 brannten Teile der Anlage ab. Im Dezember 2023 erfolgte der Abriss des Gebäudes und die Streichung aus dem Denkmalverzeichnis. | 094 82484          | Baudenkmal     | Gasthaus Döring            |
| Zur Muttereiche 2 (Karte)     | Grundschule Friedensweiler | Grundschule ehemaliges Gebäude des Fliegerhorsts, 1949 zur Schule umgebaut, wird zumindest seit 2009 nicht mehr als Denkmal geführt |                    | Baudenkmal     | Grundschule Friedensweiler |

## Legende
In den Spalten befinden sich folgende Informationen:
- Lage: Nennt den Straßennamen und wenn vorhanden die Hausnummer des Kulturdenkmals. Die Grundsortierung der Liste erfolgt nach dieser Adresse. Der Link „Karte“ führt zu verschiedenen Kartendarstellungen und nennt die geographischen Koordinaten.
Link zu einem Kartenansichtstool, um Koordinaten zu setzen. In der Kartenansicht sind Baudenkmale ohne Koordinaten mit einem roten bzw. orangen Marker dargestellt und können in der Karte gesetzt werden. Baudenkmale ohne Bild sind mit einem blauen bzw. roten Marker gekennzeichnet, Baudenkmale mit Bild mit einem grünen bzw. orangen Marker.
- Offizielle Bezeichnung: Nennt den Namen, die Bezeichnung oder zumindest die Art des Kulturdenkmals und verlinkt, soweit vorhanden, auf den Artikel zum Objekt.
- Beschreibung: Nennt bauliche und geschichtliche Einzelheiten des Kulturdenkmals, vorzugsweise die Denkmaleigenschaften.
- Erfassungsnummer: Für jedes Kulturdenkmal wird in Sachsen-Anhalt eine 20stellige Erfassungsnummer vergeben. Die letzten zwölf Ziffern werden für die Untergliederung nach Teilobjekten genutzt und werden nur angegeben, soweit vergeben. In dieser Spalte kann sich folgendes Icon  befinden, dies führt zu Angaben zu diesem Baudenkmal bei Wikidata.
- Ausweisungsart: Die Einordnung des Denkmales nach § 2 Abs. 2 DenkmSchG LSA
- Bild: Ein Bild des Denkmales, und gegebenenfalls einen Link zu weiteren Fotos des Kulturdenkmals im Medienarchiv Wikimedia Commons. Wenn man auf das Kamerasymbol klickt, können Fotos zu Kulturdenkmalen aus dieser Liste hochgeladen werden: